# Simonis (métro de Bruxelles)
Pour les articles homonymes, voir Simonis.
Simonis /simɔnis/ est une station des lignes 2 et 6 du métro de Bruxelles située à Bruxelles, sur la commune de Koekelberg. 
Elle constitue les niveaux supérieur et intermédiaire d'une station dont le niveau inférieur forme la station Élisabeth.

## Situation
La station de métro se trouve en dessous de la place Eugène Simonis, à la fin du Boulevard Léopold II, non loin de la maison communale. 
Pa rapport au réseau :
- Elle constitue le terminus de la ligne 2, précédée par la station Osseghem ;
- Elle est située entre les stations Belgica et Osseghem sur la ligne 6.

Au niveau inférieur, la station Élisabeth forme l'autre terminus de ces mêmes lignes, qui font le tour de la ville via la Petite ceinture.

## Histoire
La station Simonis a été ouverte le 6 octobre 1982 lors de l'extension de la ligne 1A entre Beekkant et Bockstael. 
La ligne 2 est ouverte en 1988 entre Simonis et Gare du Midi. Un nouveau quai est construit au niveau inférieur.  
En 2009, un tronçon de métro est construit entre Delacroix et Gare de l’Ouest permettant à la ligne 2 de faire une boucle. Le réseau est alors complètement réorganisé : la ligne 2 fait désormais une boucle complète et la section nord de la ligne 1A est reprise par la ligne 6. Le niveau moyen de la station est renommé « Simonis (Leopold II) »  et le niveau inférieur « Simonis (Élisabeth) ». En novembre 2013, ces deux niveaux sont une nouvelle fois renommés : Simonis (Léopold II) devint Simonis et Simonis (Élisabeth) devint Élisabeth.

## Caractéristiques
Les stations Simonis/Élisabeth forment un pôle de transit entre la ligne 2 et la ligne 6, les deux lignes faisant un tour complet de la Petite Ceinture. 
Cette station comprend donc trois étages de voies et de quais : 
- au niveau supérieur, le prémétro ;
- au niveau moyen, le terminus de la ligne 2, gare de passage pour la ligne 6 (Simonis, anciennement Simonis - Leopold II[1]) ;
- enfin, au niveau inférieur, le terminus commun des lignes 2 et 6 (Elisabeth, anciennement Simonis - Elisabeth[1]).

Il existe un raccordement entre le terminus des lignes 2 et 6 (arrière gare de la station Elisabeth) et la voie en direction de la station Osseghem. Ce raccordement, qui n'a jamais été utilisé que par des rames vides (« haut-le-pied » en jargon ferroviaire), permettait avant le bouclage aux rames de la ligne 2 de rejoindre le dépôt Delta ou d'en provenir. Il est beaucoup moins utilisé depuis que, d'une part, la section Beekkant – Gare de l'Ouest est commune à toutes les lignes de métro, et que, d'autre part, un deuxième dépôt a été ouvert en 2009 à proximité de la station Jacques Brel. Un troisième dépôt est d'ailleurs en construction depuis mars 2017 au terminus Erasme.

## Service aux voyageurs

### Accès
La station compte trois accès outre ceux donnant sur la gare ; l'accès à la station Élisabeth se fait par les mêmes entrées :
- Accès no 1 : côté nord du boulevard Léopold II ;
- Accès no 4 : côté sud du boulevard Léopold II (à côté de l'accès à la gare) ;
- Accès no 6 : sur l'avenue de la Liberté (accompagné d'un ascenseur).

### Quais
La station est de conception particulière avec deux voies encadrant un unique quai central.

### Intermodalité
La station est en correspondance avec la gare de Simonis desservie par la ligne S10 du RER bruxellois.
En outre elle est desservie par les lignes 9 et 19 du tramway de Bruxelles qui utilisent le niveau souterrain supérieur, par les lignes 13, 49 et 87 des autobus de Bruxelles, les lignes R14, R15, 213 et 714 des bus De Lijn et, la nuit, par la ligne N16 du réseau Noctis.

## À proximité
- Basilique de Koekelberg ;
- Parc Élisabeth.